# Rags to Riches (film 1922)
Rags to Riches (o From Rags to Riches) è un film muto del 1922 diretto da Wallace Worsley e prodotto da Harry Rapf. Sceneggiato da Walter DeLeon e William Nigh su un soggetto di Grace Miller White, il film aveva come interpreti Wesley Barry, Niles Welch, Ruth Renick, Russell Simpson, Minna Redman, Richard Tucker, Eulalie Jensen.

## Trama
Figlio di una ricca famiglia, Marmaduke Clarke lascia la casa dei suoi per unirsi a una banda di imbroglioni. Lui e Dumbbell trovano lavoro in una fattoria, dove Dumbbell si innamora della bella Mary Warde. Quando, però, partecipano a un ballo, incorrono nelle ire della Lega della purezza, un gruppo di moralisti che predicano morigeratezza e costumi castigati. Una delegazione della Lega, lo sceriffo, la famiglia di Marmaduke, i detective ingaggiati dalla famiglia Clarke per ritrovare Marmaduke, la banda di malviventi che sta cercando di rapire Marmaduke, oltre a Dumbbell e a Mary, si ritrovano a un certo punto tutti quanti insieme. Si scopre così che Dumbbell non è quello che sembra: in realtà, si rivela essere Ralph Connor, un agente dei servizi segreti che, da infiltrato, riesce a catturare tutti i banditi e a consegnare l'intera banda allo sceriffo.

## Produzione
Il film fu prodotto dalla Warner Bros.

## Distribuzione
Il copyright del film, richiesto dalla Warner Brothers Pictures, fu registrato il 16 settembre 1922 con il numero LP18226. Il titolo riportato nei dati del copyright era From Rags to Riches.
Distribuito dalla Warner Bros., il film uscì nelle sale cinematografiche statunitensi il 7 ottobre 1922 dopo essere stato presentato in prima a New York il 24 settembre 1922.
Non si conoscono copie ancora esistenti della pellicola che viene considerata presumibilmente perduta.